# Convolvulus argillicola
Convolvulus argillicola är en vindeväxtart som beskrevs av Pilger. Convolvulus argillicola ingår i släktet vindor, och familjen vindeväxter. Inga underarter finns listade i Catalogue of Life.